# アナトーリ・リャードフ
アナトーリィ・コンスタンティーノヴィチ・リャードフ （ロシア語: Анато́лий Константи́нович Ля́дов, 英語: Anatoly Konstantinovich Lyadov, 1855年5月11日（ユリウス暦4月29日） - 1914年8月28日(ユリウス暦8月15日)）は、ロシアの作曲家、音楽教師、指揮者。

## 生涯
サンクトペテルブルクにおいて音楽家の一家に生まれる。マリインスキー劇場の初代首席指揮者を務めた父コンスタンティン・リャードフから、1860年から1868年まで非公式に音楽教育を受けたあと、1870年からペテルブルク音楽院でピアノとヴァイオリンを学んだ。やがて器楽演奏の学習を断念して、対位法とフーガの研究に熱中するが、それでもなおピアノの腕前は達者だった。リャードフの生まれついての楽才は、とりわけムソルグスキーから高い評価を受け、リャードフは「ロシア五人組」と関係するようになった。リムスキー＝コルサコフの作曲科に籍を置いたが、常習的欠席を理由に、1876年に除籍された。1878年には、卒業制作を完成させるべく、このクラスを再履修している。
リャードフは1878年からペテルブルク音楽院で教鞭を執り、門下にプロコフィエフ、ミャスコフスキー、グネーシン、アサフィエフを擁する。1905年に院長リムスキー＝コルサコフが、学生の革命熱を支持したかどで音楽院から解雇されると、リャードフも恩師が復職できるようになるまでの短期間、抗議の意思表示で辞職した。
1884年にリャードフは結婚し、これによってノヴゴロド地方に別荘を求める資格を得た。夏の間はこの地でのんびりと作曲の筆を進め、1914年に死去した際もこの地で過ごしていた。
リャードフは、同時代の音楽家から高い評価を得たほどの技術的な手腕に長じていたが、持ち前の不甲斐なさから、進歩が妨げられた。リャードフは大作を完成させたことがないということが言われているが、小品の多くはレパートリーの中で正当な地位を占めている。ディアギレフがリャードフに、1910年のシーズンに向けてロシア・バレエ団のために新作スコアを作曲するよう要求したところ、リャードフはぐずぐずしがちな気性から、とうとう依頼に応えることができなくなった。その代わり、ディアギレフがストラヴィンスキーに話を持ちかけ、提出されたのが《火の鳥》だった。
ちなみにリャードフは記憶力に優れ、いろいろな物語を語って大人たちを驚かせていた。また、画才にも優れており、その才能は生涯続き、漫画や幻想的な絵を描いて、友人たちを感嘆させた。

## 作品
出版作品が数にするとわりに少ないのは、持ち前の怠け癖や、自信のなさが原因のある種の自己批判のためだった。作品の多くは、既存の素材による変奏曲とか編曲である（例えば、《8つのロシア民謡》作品58など）。リャードフには膨大な量のピアノ小品があり、中でも《オルゴール（音楽の煙草入れ・音楽の玉手箱）》（1893年）が最も有名だろう。リャードフのピアノ曲は、楽想の展開や構成、旋律、書法において、ショパンの影響がとりわけ濃厚である。しかしショパンの《バラード》や《スケルツォ》に類する作品をリャードフは残さなかった。
リャードフ作品の多くは標題音楽であり、たとえば、交響詩《バーバ・ヤガー》作品56、《キキーモラ》作品63、《魔法にかけられた湖》作品62などは、異教時代のロシアの神話や、ロシア民話にヒントを得ている。これらはたぶん最も人気のあるリャードフ作品といえよう。リャードフの管弦楽作品は、これらに認められるように、音響面や題材において、民族性を強調したものが少なくない。
後年の作品では、リャードフが目をかけていた年少の作曲家スクリャービンのように、「拡張された調性」を試みている。
- ピアノ曲　バラード「古き時代より Баллата 'Про старину'」Op. 21 （1889年）のちに管弦楽曲に編曲
- ピアノ曲「音楽の玉手箱（おどけたワルツ） Музыкальная табакерка – Вальс-шутка Muzikalnaya tabakerka」Op. 32 （1893年）のちに管弦楽曲に編曲
- ピアノ曲「グリンカの主題による変奏曲 Вариации на тему Глинки」Op. 35 （1894年）
- ピアノ曲「舟歌 嬰ヘ長調 Баркаролла」Op. 44 （1898年）
- ピアノ曲「ポーランド民謡の主題による変奏曲 Вариации на польскую народную тему」Op. 51 （1901年）
- 交響詩「バーバ・ヤガー – ロシア民話に寄せる音画 Баба Яга – Картинка к русской народной сказке Baba Yaga」Op. 56 （1905年）
- 管弦楽曲「8つのロシア民謡 8 Русских народных песен Eight Russian Folksongs」Op. 58 （1906年）
- 交響詩「魔法にかけられた湖 Волшебное озеро – Сказочная картинка Volshebnoye ozero」Op. 62 （1909年）
- 交響詩「キキーモラ – 民話 Кикимора – Народное сказание Kikimora」Op. 63 （1909年）
- 管弦楽曲「アマゾン女族の踊り Танец амазонки Dance of the Amazon」Op. 65 （1910年）
- 交響詩「ヨハネの黙示録より Из Апокалипсиса – Симфоническая картина From the Apocalypse」Op. 66 （1912年）
- 管弦楽曲「挽歌 Nénie」Op. 67 （1914年刊行）